# Fanny Edelman
Fanny Jacovkis, más conocida como Fanny Edelman (San Francisco, Córdoba, 27 de febrero de 1911-Buenos Aires, 1 de noviembre de 2011), fue una política argentina que participó como voluntaria en el Socorro Rojo Internacional en defensa de la Segunda República Española. Fue presidenta del Partido Comunista de la Argentina hasta el día de su muerte.

## Biografía

### Niñez y juventud
Hija de inmigrantes judíos rusos y polacos que llegaron al país a comienzos del siglo XX, cursó sus estudios primarios en una escuela de San Francisco. Luego de que su padre fuera despedido de su empleo en el telégrafo, su familia se mudó primero a Villa General Belgrano y luego a Buenos Aires, donde ingresó al Conservatorio Nacional. En 1925 ingresó a trabajar en un taller textil, pero más tarde se desempeñaría como maestra de música.

### Militancia
Tras el golpe de Estado de 1930 encabezado por el general José Félix Uriburu, comenzó a reunirse junto a su esposo en la casa del artista Guillermo Facio Hebequer con un grupo de intelectuales, entre los que se encontraba Leónidas Barletta y Álvaro Yunque, quienes la persuadieron en 1934 de afiliarse al Partido Comunista. Así, ayudó a los presos políticos de la dictadura de Uriburu a través de su participación en Socorro Rojo Internacional.
A finales de 1936 contrajo matrimonio con Bernardo Edelman, después de participar en una huelga del gremio de la construcción y de las primeras colectas a favor de la Segunda República Española. En septiembre de 1937, llegó a Valencia junto a su marido quien participó de las Brigadas Internacionales mientras ella lo hizo en el Socorro Rojo Internacional. Allí conoció a Miguel Hernández y Antonio Machado, este último colaboró particularmente con el matrimonio durante una campaña de alfabetización dirigida a los soldados. Tras el avance de las fuerzas fascistas, debió huir hacia Barcelona para luego regresar a Argentina en mayo de 1938.
Fue una de las activas organizadoras de la Unión Argentina de Mujeres (1936), la Junta de la Victoria (1941) y la Unión Argentina de Mujeres (1947).
Posteriormente, Edelman participó en otras campañas internacionales, como la de la Unión Soviética durante la Segunda Guerra Mundial, en China, Portugal, Nicaragua, Vietnam y el apoyo al gobierno socialista de Salvador Allende en Chile. En 1972, en representación de la Unión de Mujeres de la Argentina, asumió la conducción de la Federación Democrática Internacional de Mujeres, desde donde defendió los derechos de las mujeres y de los trabajadores ante el avance de las dictaduras militares en Latinoamérica. A través de esta organización, realizó varios seminarios en América Latina, en Asia y en África, e impulsó el Año Internacional de la Mujer y el Encuentro de la ONU en Nairobi en 1975. En su lucha por los derechos humanos, durante la dictadura argentina de 1976-1983, presentó unos doscientos testimonios de familiares y víctimas de la represión ante la Comisión de Derechos Humanos de las Naciones Unidas en 1978 en Ginebra. Conoció al Che Guevara cuando este presidía el Banco Central de Cuba y tuvo varios encuentros con Fidel Castro y Vilma Espín.

### Últimos tiempos
Edelman presidía el Partido Comunista de la Argentina, en su Comité Central y dirigía una cátedra libre de género en la sede del partido. El 24 de febrero de 2011, con motivo de su centésimo cumpleaños, se le realizó un homenaje en el Teatro Nacional Cervantes, del que participaron diversas organizaciones sociales y figuras políticas. Falleció en la Ciudad de Buenos Aires el 1 de noviembre de 2011.

## Obras
- Banderas, pasiones, camaradas (1996)
- Feminismo y marxismo: conversación con Claudia Korol (2001)

## Honores
- Orden Ana Betancourt, noviembre de 1974, por la Federación de Mujeres Cubanas.[7]
- Personalidad Destacada de los Derechos Humanos, 3 de noviembre de 2009, por la Legislatura de la Ciudad de Buenos Aires.[8]
- Sello Conmemorativo Aniversario 50 de la Federación de Mujeres Cubanas, 28 de febrero de 2011.[9]
- Orden José Martí (2011), entregada por la República de Cuba.[10]